# Brooke Mooney
Brooke Mooney (* 15. Februar 1996) ist eine Ruderin aus den Vereinigten Staaten.
2019 trat die Studentin der University of Washington bei zwei Regatten des Ruder-Weltcups an, startete dabei allerdings in drei verschiedenen Bootsklassen.
Im Vorlauf der Olympischen Spiele in Tokio siegte der US-Achter in der Besetzung Jessica Thoennes, Charlotte Buck, Gia Doonan, Brooke Mooney, Olivia Coffey, Regina Salmons, Meghan Musnicki, Kristine O’Brien und Steuerfrau Katelin Guregian. Im Finale erreichte der US-Achter den vierten Platz. Zwei Jahre später bei den Weltmeisterschaften in Belgrad siegte der rumänische Achter vor der Crew aus den Vereinigten Staaten mit Brooke Mooney.